# Curiglia con Monteviasco
Curiglia con Monteviasco är en kommun i provinsen Varese i regionen Lombardiet i Italien. Kommunen hade 167 invånare (2018).